# Castillo de Roxburgo

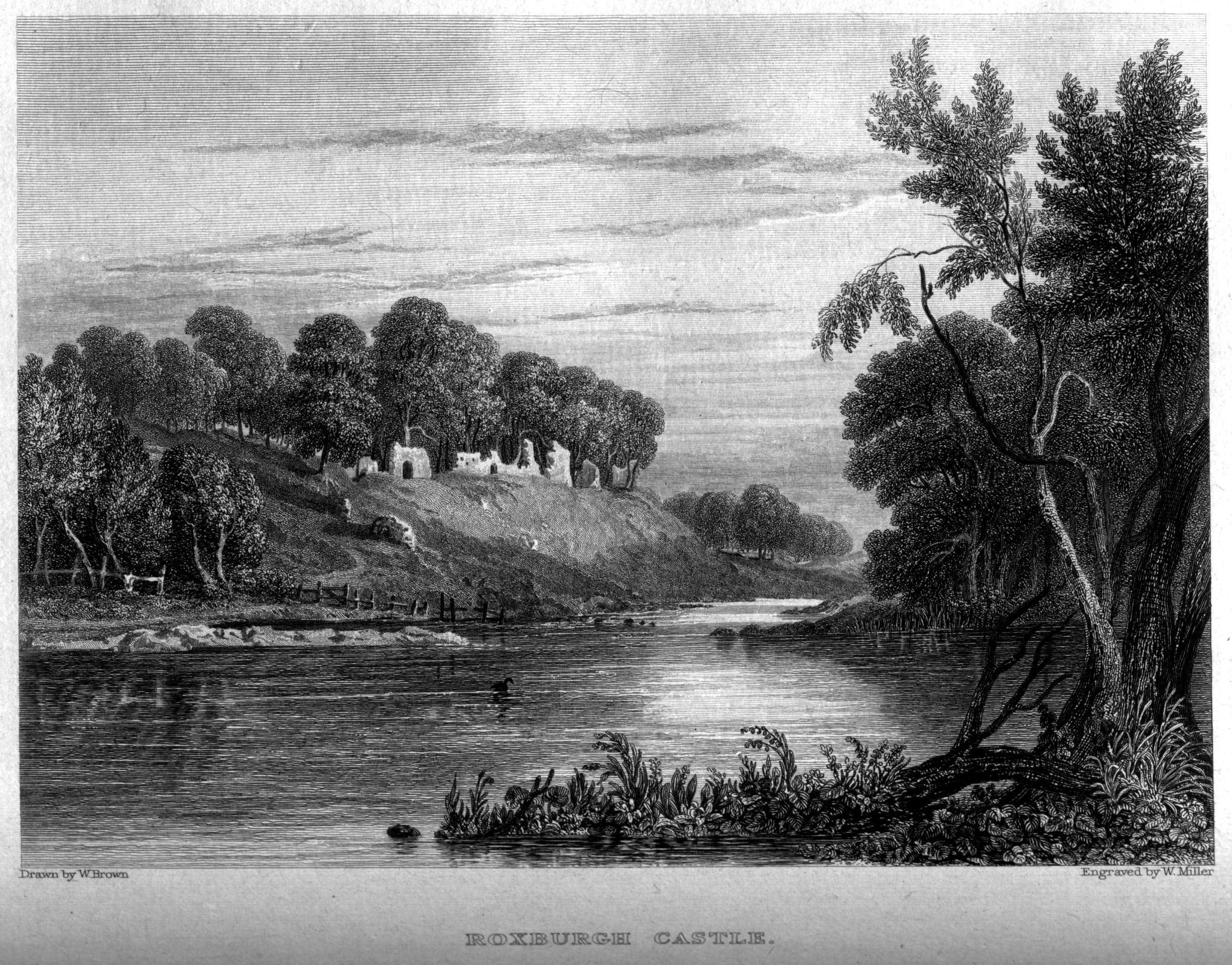
Grabado con las ruinas del castillo de Roxburgo, de William Miller basada en una obra de W. Brown.

El castillo de Roxburgo (en inglés, Roxburgh Castle) es un castillo situado cerca de la moderna Roxburgo, en la región escocesa de los Borders.
El castillo fue originalmente fundado por el rey David I de Escocia. Al ser capturado Guillermo I de Escocia en Alnwick, en 1174, tras la firma del Tratado de Falaise pasó a posesión inglesa, y desde entonces ha alternado entre Escocia e Inglaterra. Los escotos hicieron varios intentos de recuperar la fortaleza, algo que no lograron hasta 1314, cuando fue capturada por Sir James Douglas, y perdida de nuevo poco después. Enrique V de Inglaterra hizo reparaciones en el castillo tras el asedio escocés de 1417. En 1460, Jacobo II de Escocia murió mientras bombardeaba el castillo, cuando uno de sus propios cañones explotó. Sin embargo, el asedio dio sus frutos, y la viuda de Jaime II, María de Gueldres, ordenó demoler la fortaleza. Sus ruinas se encuentran en los terrenos del Castillo de Floors, sede del Duque de Roxburgo.
En 1545, durante las incursiones conocidas como Rough Wooing ("cortejo brusco" o "cortejo a la inglesa"), los ingleses construyeron una fuente rectangular en esta zona, a instancias de Edward Seymour, Conde de Hertford. Este fuerte fue destruido en 1550 de acuerdo con los términos del Tratado de Boulogne.
- Datos: Q17846423
- Multimedia: Roxburgh Castle / Q17846423